# Орден Трухильо
Орден Трухильо (исп. Orden de Trujillo) — вторая высшая государственная награда Доминиканской Республики, учреждённая в 1938 и просуществовавшая до 1961 года. Вручалась за выдающиеся заслуги перед государством.

## История
Орден был учреждён 13 июня 1938 года в честь президента генералиссимуса Рафаэля Трухильо. Вручался президентом гражданским лицам и военнослужащим, а также иностранцам за выдающиеся заслуги перед республикой. Был упразднён указом президента Хоакина Балагера 6 декабря 1961 года.

## Знаки отличия
Награда была выполнена в форме мальтийского креста с белыми точками и зелёной окантовкой из эмали, лучи которого имеют круговые окончания. В центре круга из шести сложенных и окаймлённых белой эмалью флагов Доминиканской Республики, находился медальон с портретом Рафаэля Трухильо. Внизу была надпись «ORDEN DE TRUJILLO», а сверху восемь золотых пятиконечных звезд.
На реверсе изображён герб страны с белым эмалевым фоном. По внешнему краю надпись золотыми буквами: «EL CONGRESO NACIONAL • 1938».
Лента белая, с узкими зелёными полосами по обоим краям.

## Степени
Орден имеет семь степеней:
- Цепь — мог присуждаться только президенту страны;
- Большой крест с золотой звездой — присуждался монархам, наследникам престола и прочим главам иностранных государств;
- Большой крест с серебряной звездой — присуждался бывшим президентам, вице-президентам, членам законодательных органов и верховного суда, министрам, послам и архиепископам;
- Великий офицер — присуждался высшим государственным служащим и церковным сановникам, ректорам Автономного университета Санто-Доминго[исп.], главнокомандующим армией и флотом;
- Командор — присуждался губернаторам провинций, ректорам других университетов, писателям, директорам учреждений и прочим лицам с аналогичной должностью;
- Офицер — присуждался профессорам и директорам школ, офицерам в звании полковник и выше, а также гражданским лицам аналогичного ранга;
- Кавалер — присуждался лицам, которые не могли претендовать на более высокие степени.